# 御燈祭

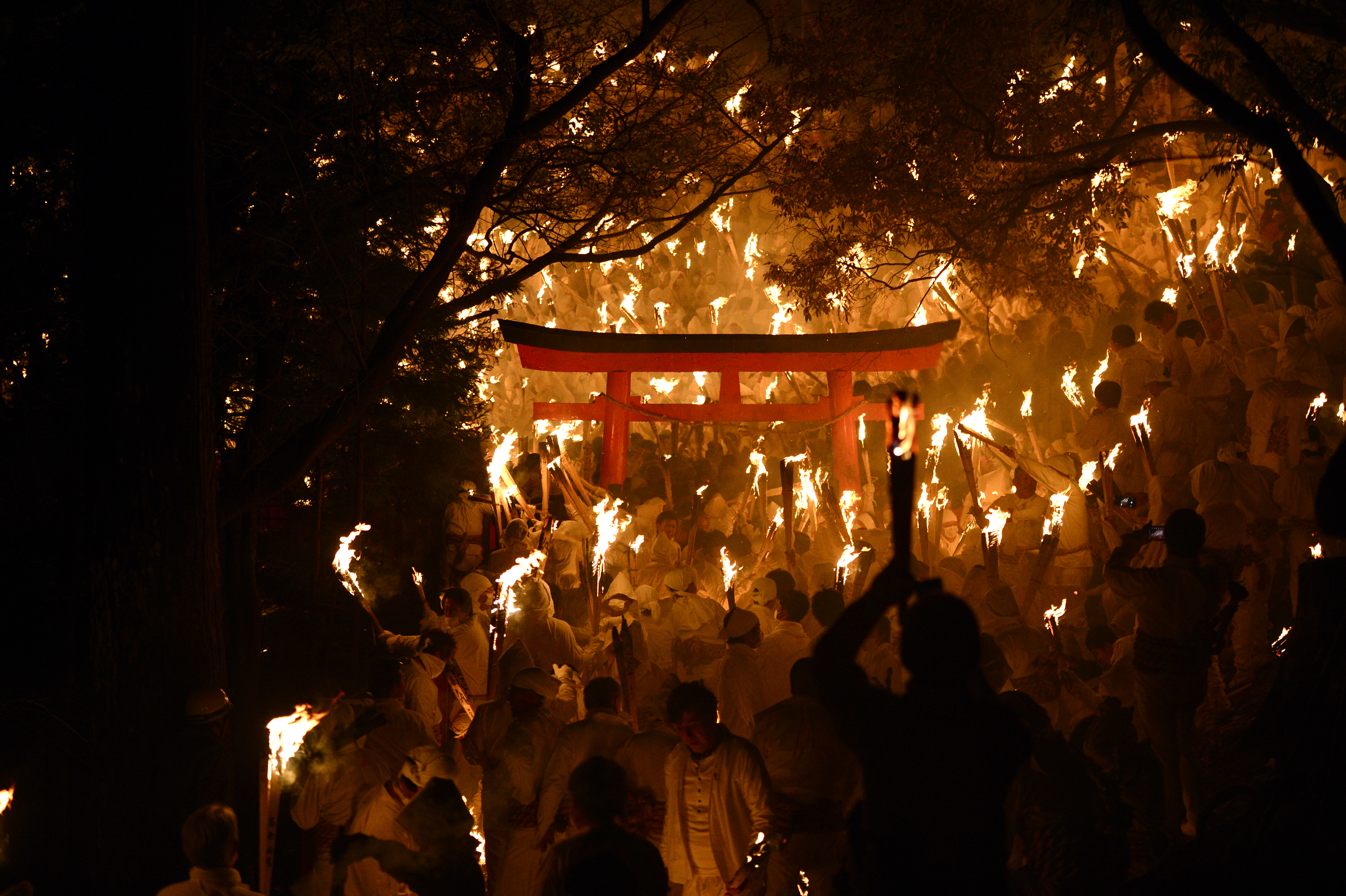
御燈祭の様子（2016年）。白装束・白足袋に草鞋を履き、腰に荒縄をまとい松明を手にした正装の男（上り子）だけが山頂境内で神火を受けることができる。

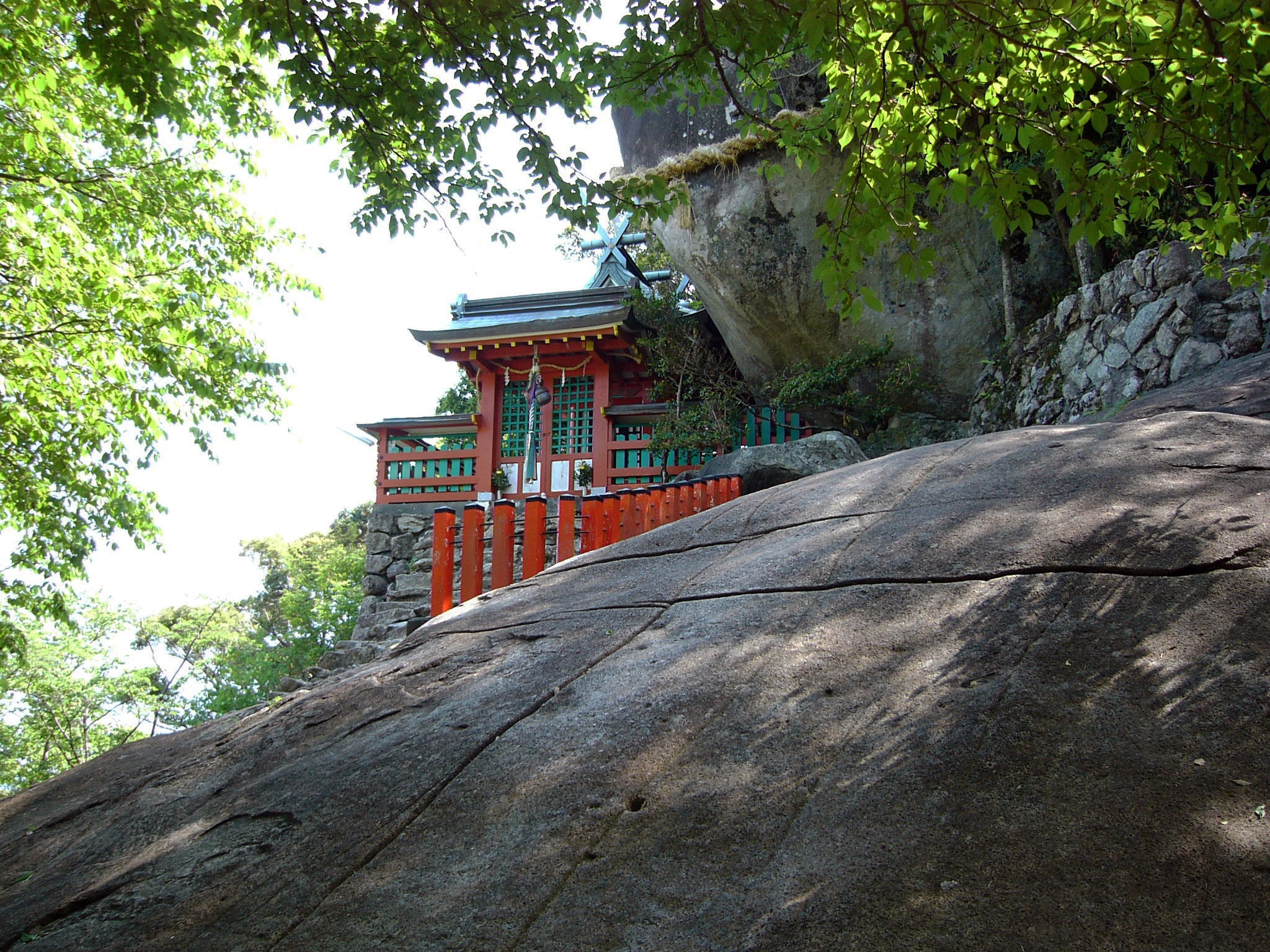
神倉神社の拝殿と御神体のゴトビキ岩。当日は狭い境内に約2000人の上り子が集い、玉垣門が閉じられた後、神火の到来を待つ

御燈祭（おとうまつり、御灯祭、お灯祭とも）は、和歌山県新宮市の神倉神社の例祭。勇壮な火祭りとして知られる。国の重要無形民俗文化財に指定されている（2016年〈平成28年〉3月2日指定、速玉祭と合わせて）。

## 新年の火を迎える祭り
御燈祭は、毎年2月6日に行われるが、もとは旧暦の正月6日に行われていた（『紀伊続風土記』）。古くは、祭礼で分けられた火が届くまで、各家で灯明を挙げることが禁じられていたことから、新年における「火の更新」を意味する祭りである。
祭りの起源について、『熊野年代記』は、敏達天皇3年正月2日条に「神倉光明放」、同4年正月6日条に「神倉火祭始」と記すが、当地の伝承は神武東征神話に起源を求め、高倉下命が松明をかかげて神武を熊野の地に迎え入れたことが始まりであるとしている。江戸時代には、現行の祭礼とほぼ同じものが確立したものと見られ、正月6日の開帳にあわせて行われたとある。伝来の古文書『社法格式』が記すところによれば、正月6日の祭礼の後、8日に修正会が行われたとある。このことから、御燈祭とは、新年を迎えるにあたって行われた、神倉聖による火の更新を意味すると考えられている。『熊野年代記』の伝える神話にもあるように、神倉は、一年間の生活を支える火を産出、操作、そして浄化する修験者たる神倉聖の拠点であり、浄化された火が人々に与えられる儀礼を意味しているのである。
また、祭礼の動線、とくに神職ら一行の奉幣が神倉神社から阿須賀神社、最後に熊野速玉大社と、「熊野権現御垂迹縁起」（『長寛勘文』所収）等に見られる熊野権現の縁起譚が伝える垂迹と遷座の過程に沿っている点も注目されるべき点である。

## 祭礼次第

御燈祭の記念碑（新宮駅前）。上り子たちは一週間前から女性を絶って潔斎し、当日も白米・豆腐・かまぼこ・白身魚など白いものばかりの食事を取る

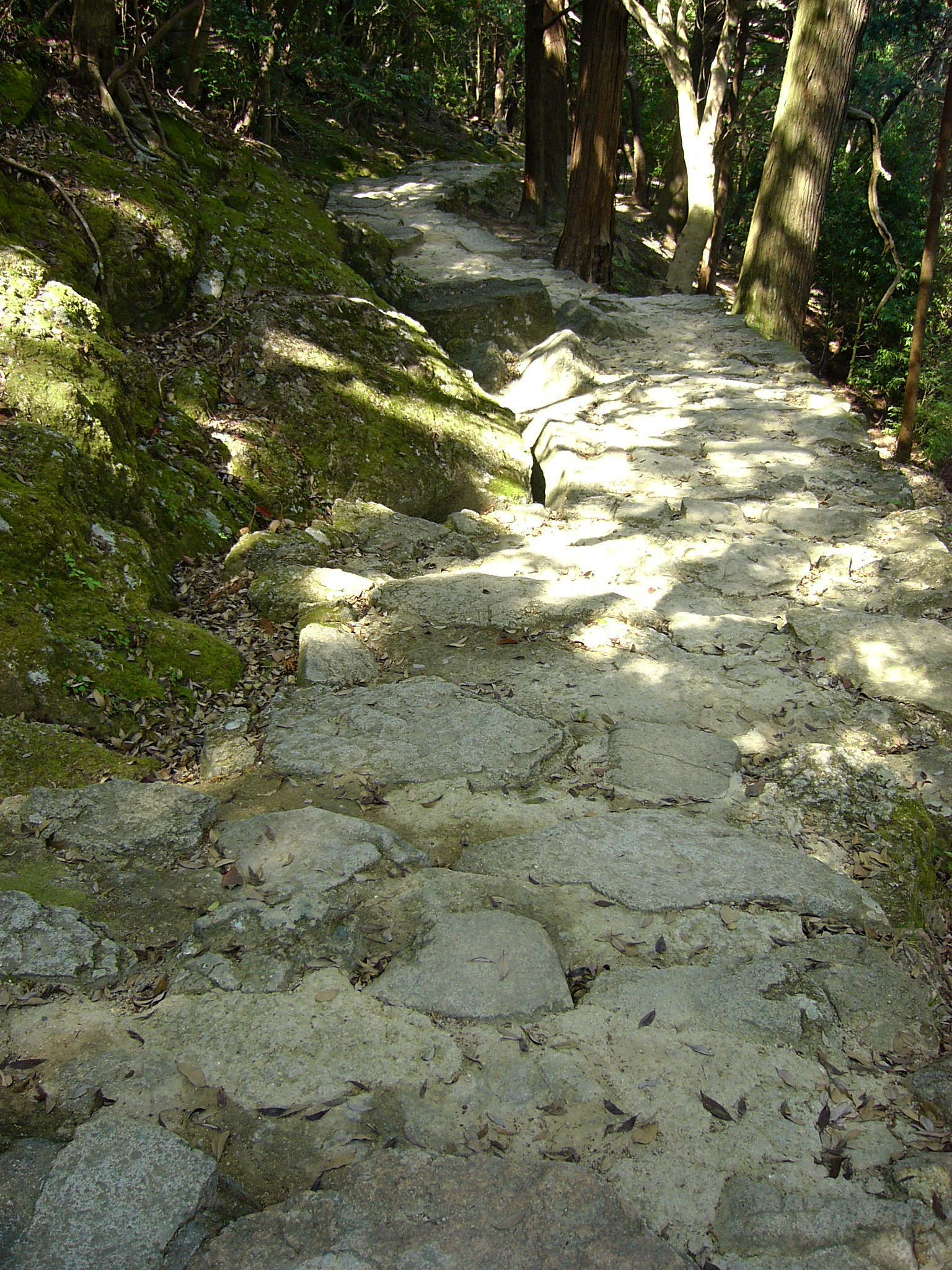
神倉神社の石段。神社麓の太鼓橋を結界として女人禁制となり、上り子たちだけが、源頼朝寄進と伝えられる538段の険しい石段を上り、松明を手に駆け下りる

御燈祭の祭礼に参加できるのは男子に限られ、参加者は一週間前から精進潔斎を続けなければならない。精進潔斎の期間中は口にするものも、白飯、かまぼこ、豆腐など白い物に限られ、斎戒沐浴につとめなければならない。同じく祭りの一週間前には、ゴトビキ岩の注連縄が張り替えられる。
祭りの当日、「上り子（あがりこ）」と呼ばれる参加者たちは、白づくめの装束で街頭に姿を表す。上り子は、白襦袢に白の鉢巻や頭巾、手甲脚絆を着け、腰から腹にかけて荒縄を巻き、五角形の檜板にケズリカケを詰めた松明を手にし、松明には祈願の言葉をしたため、上り子同士で行き会うと挨拶として松明をぶつけ合いながら、熊野速玉大社、阿須賀神社、妙心寺を巡拝し、神倉神社に向かう。
御燈祭には、その祭典の執行と警護にあたる介錯（かいしゃく、介釈とも）と呼ばれる役目の人々がいる。介錯たちは、当日の午前中に神倉神社社務所に集合し、介錯の持つ介錯棒で餅をつき、それを小分けし、藁または縄で縛った「カガリ御供」と呼ばれる供物を調製する。介錯は、介錯棒を手にし、背に「神」の一文字が記された白法被に、手甲脚絆、草鞋履きの姿で集合し、2メートル近い大きさのある迎火大松明を奉じて、神倉山のふもとで祓いを受けてから速玉大社に向かう。速玉大社での参拝が済むと、神職らとともに行列を組む。行列は先頭から、錫丈を手にした警固、三本の御幣、カガリ御供などが収められた神饌唐櫃、迎火大松明、かつて修験者が入峯の際に用いたという鉞を手にした大社神職、介錯の順序である。
行列の一行は、参集した上り子をかき分けつつ、山上社殿に着き、火を熾して小松明に点火する。小松明が社殿に迎えられると、社殿の扉を開いて神饌を供え、祝詞を奏上し、御幣の一本を社殿に収めて閉扉する。次いで、迎火大松明の先端が鉞で割られて点火され、石段途中の中ノ地蔵まで下る。上り子たちは大松明の火を自分の松明に争って移し、山上へと向かう。全員が境内に入るのを待って介錯が入り口の木柵を閉じると、山上は立ち込める火と煙で目を開けていることも出来ない状態になる。午後8時ごろ、介錯が木柵を開くと、上り子たちは一斉に神倉神社の石段を駆け下り、各自の家まで走り続ける。闇の中を上り子たちが手にする松明の火が滝のような勢いで下ってゆくあり様は「下り竜」と称されている。
上り子たちが山を駆け下った後も、祭りの儀式は続いている。神職や介錯らも山を下って整列し、阿須賀神社に向かう。阿須賀神社では、神職が一本の御幣を捧持し、左右左と幣を動かしながら後じさりしつつ拝礼するという、独特な所作をする奉幣神事を執り行う。介錯はここで解散するが、神職らは再び速玉大社に戻り、第1殿前で同じ神事を行って祭りの幕を閉じる。

## ギャラリー

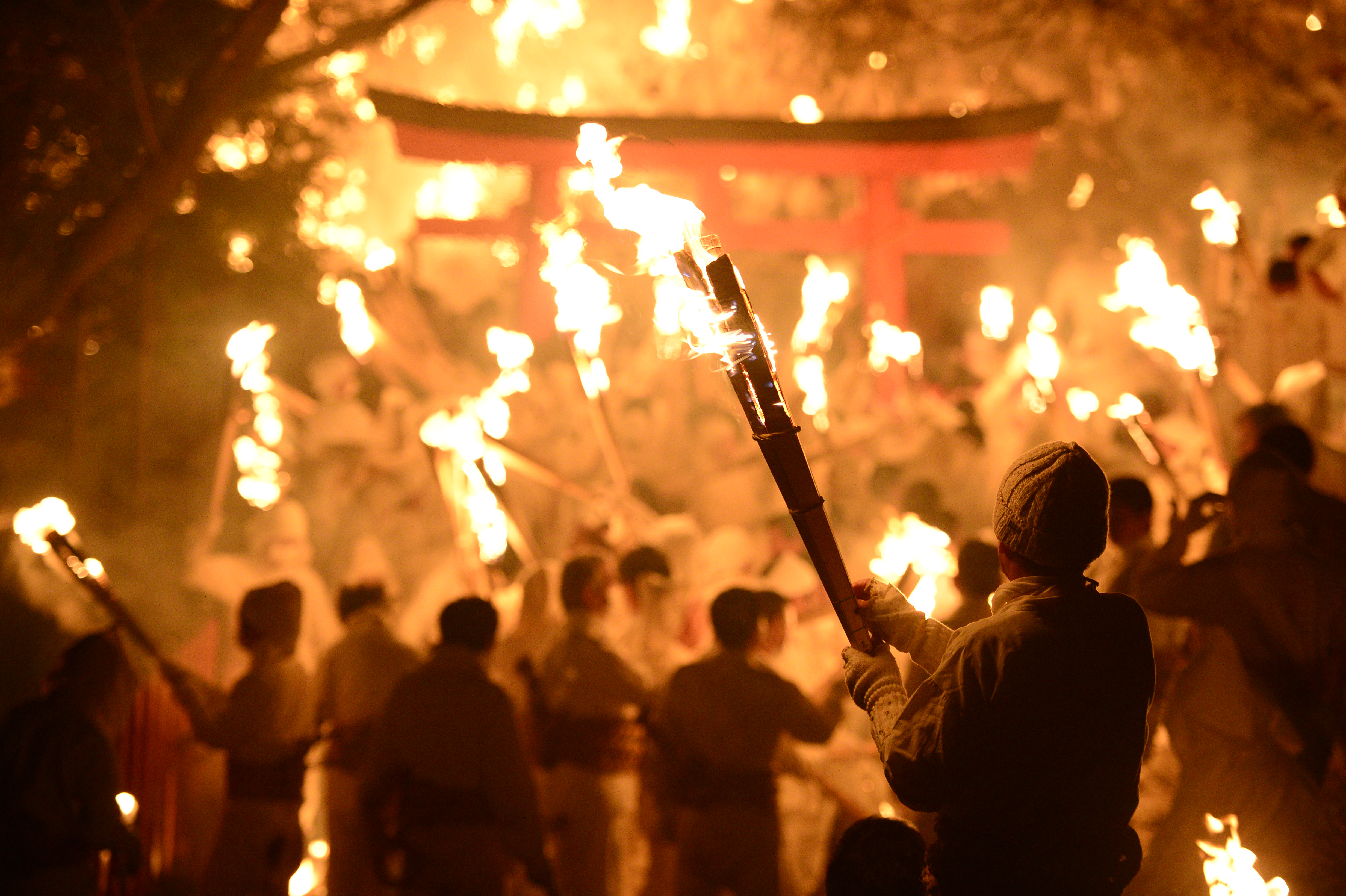
持参した五角錐の松明に神火を受け、燃え立つ煙で人々の邪気を落とす[1]。
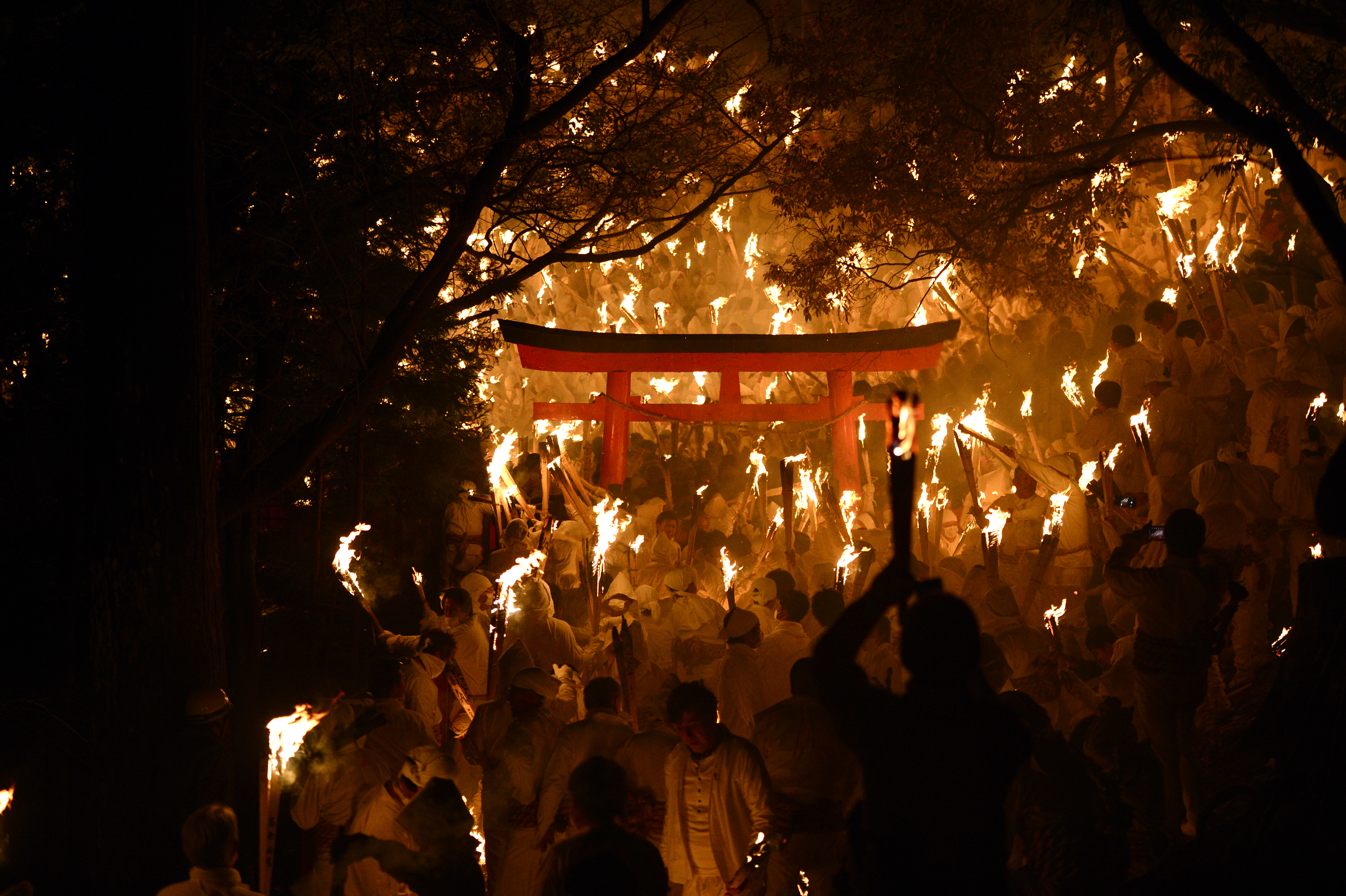
玉垣門が開かれると同時に上り子たちが先陣を争って石段を一気に駆け下り神火を家に持ち帰る[1]。
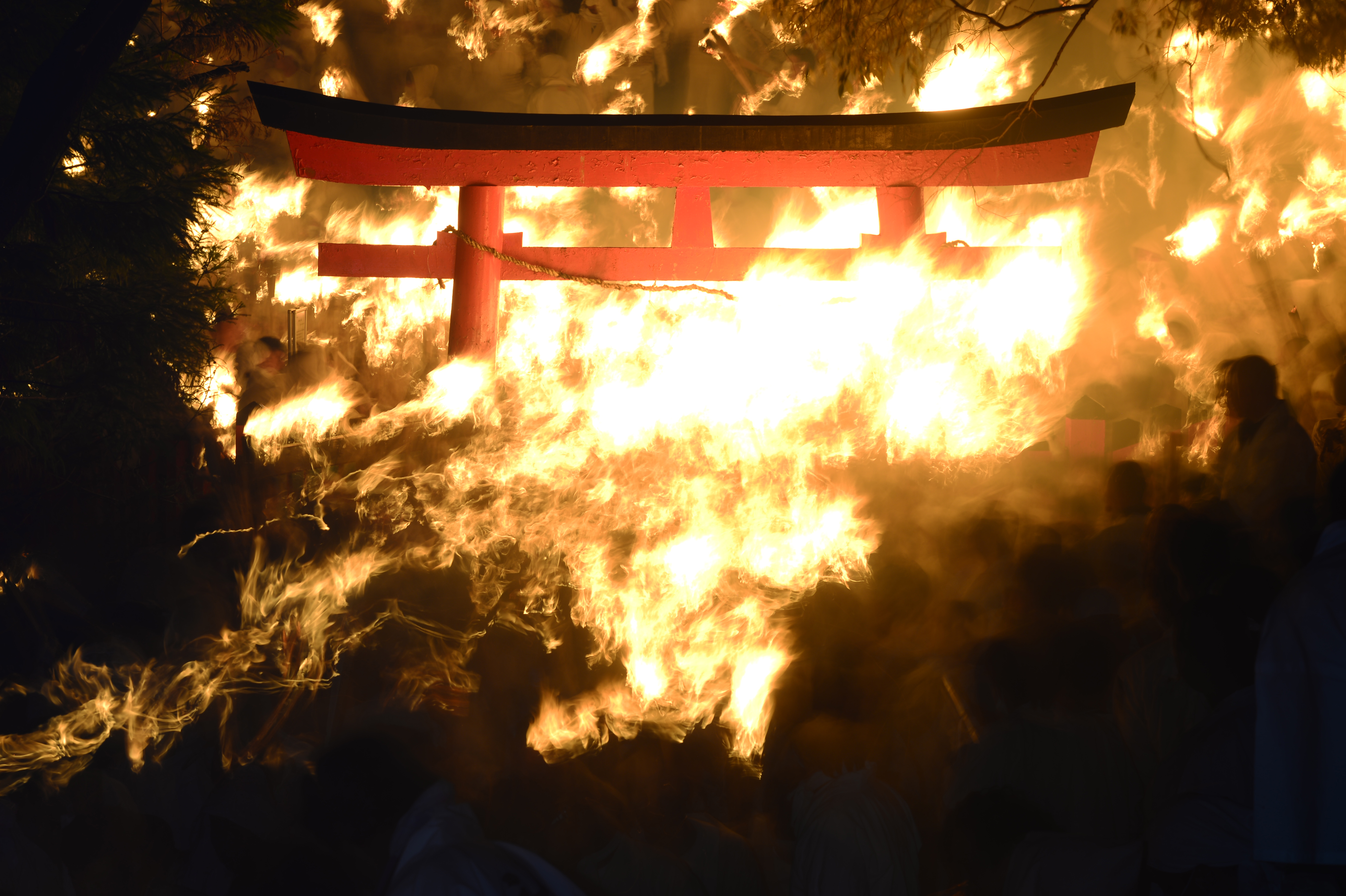
火の威力を崇拝し畏怖し感謝するという古代人の信仰に基づいている[1]。
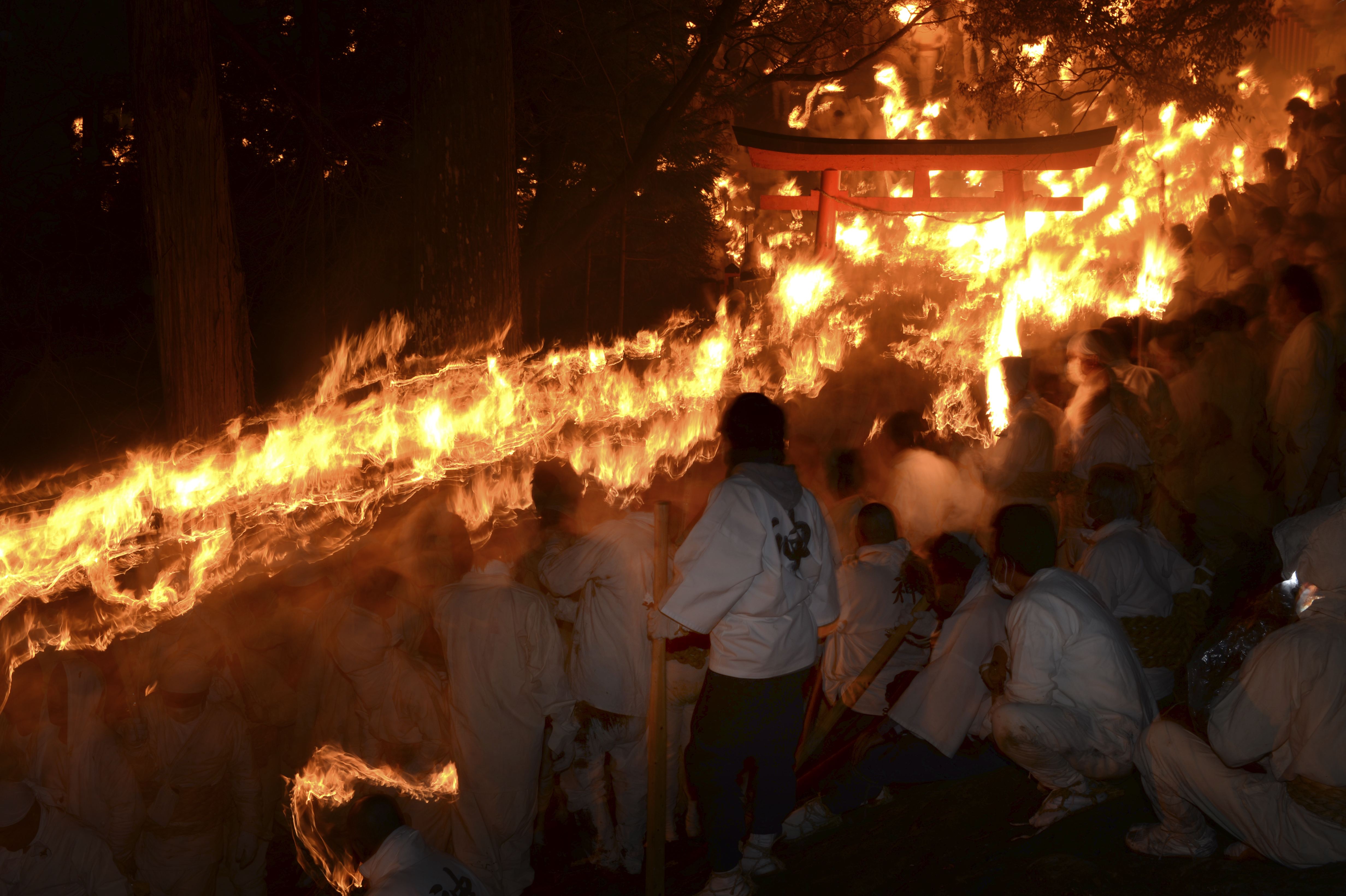
古代の自然崇拝に加え、霊岩を神の依代としての神迎え、神おろし行事として発生した[1]。

## 文献
- 桜井 満、1988、「三山の祭り」、和田 萃（編）『熊野権現』、筑摩書房 ISBN 4480854215
- 白川 琢磨、1984、「熊野祭礼のコスモロジー - 花と火と船と」、宮家 準『山の祭りと芸能』上、平河出版社 ISBN 4892030791
- ゼンリン編集部（編）、1997、『和歌山県』、ゼンリン〈郷土資料事典30〉
- 中上 紀、2002、「花の祭り 火の祭り」、別冊太陽編集部（編）『熊野 - 異界への旅』、平凡社〈別冊太陽〉 ISBN 4582943845 pp. 33-37
- 平凡社（編）、1997、『大和・紀伊寺院神社大事典』、平凡社 ISBN 4582134025